# Nointel, Oise
Nointel är en kommun i departementet Oise i regionen Hauts-de-France i norra Frankrike. Kommunen ligger i kantonen Liancourt som tillhör arrondissementet Clermont. År 2022 hade Nointel 1 156 invånare.

## Befolkningsutveckling
Antalet invånare i kommunen Nointel
| Referens: INSEE |